# Sibsāgar (ort)
Sibsāgar är en ort i Indien.   Den ligger i distriktet Sibsāgar och delstaten Assam, i den östra delen av landet, 1 700 km öster om huvudstaden New Delhi. Sibsāgar ligger 94 meter över havet och antalet invånare är 62 104.
Terrängen runt Sibsāgar är mycket platt. Runt Sibsāgar är det tätbefolkat, med 511 invånare per kvadratkilometer. Sibsāgar är det största samhället i trakten. Trakten runt Sibsāgar består till största delen av jordbruksmark.